# Calcinere
Calcinere (oppure Le Calcinere) è una frazione del comune italiano di Paesana, nella provincia di Cuneo, in Piemonte.

## Geografia fisica
La frazione dista dal centro comunale circa 4 chilometri. Il paese è diviso in due parti, "Calcinere Inferiore" e "Calcinere Superiore".

## Storia
Il nome "Calcinere" pare derivare da vecchie cave di calce, ormai abbandonate da tempo; erano situate proprio al centro della frazione e davano lavoro a un discreto numero di operai, provenienti anche da paesi vicini.
Nell'Ottocento alle Calcinere erano attive cave dalle quali si estraevano vari tipi di marmo, tra cui il bardiglio e quello bianco.
All'inizio del Novecento nella frazione fu costruita una centrale elettrica, inaugurata nel 1922, con lo scopo principale di fornire energia elettrica alla Cartiere Burgo, collocate allo sbocco della Valle Po sulla pianura. La costruzione di questo impianto vide impegnati molti operai provenienti da Calcinere e Paesana.
Nel corso della Resistenza il paese fu sede di una postazione partigiana, tenuta dal distaccamento del comandante Alfio Moneta, detto "Condottiero".

## Monumenti e luoghi d'interesse

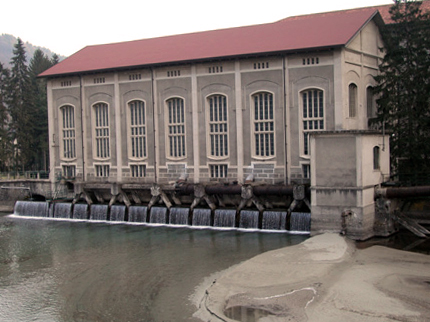
La centrale idroelettrica di Calcinere

Calcinere, oggi poco abitato, è stato molto più popoloso in passato; diversi edifici sono riconducibili a tale passato.
La chiesa parrocchiale di Sant'Antonio Abate presenta un portale rinascimentale attribuita a Matteo Sanmicheli, con due sovrafinestre realizzate in marmo bianco locale e ricavate da un'acquasantiera cinquecentesca.
Le cave di Calcinere, in passato molto famose per aver fornito i bellissimi marmi bianchi impiegati a Torino e in tutto il Piemonte, vennero dismesse all'inizio del XIX secolo, in seguito alla concorrenza con i marmi di Carrara.
La centrale idroelettrica, ancora in funzione, sfrutta l'acqua accumulata in un bacino più in alto, vicino al piccolo caseggiato chiamato Biatonnet.